# Philipp Stähelin

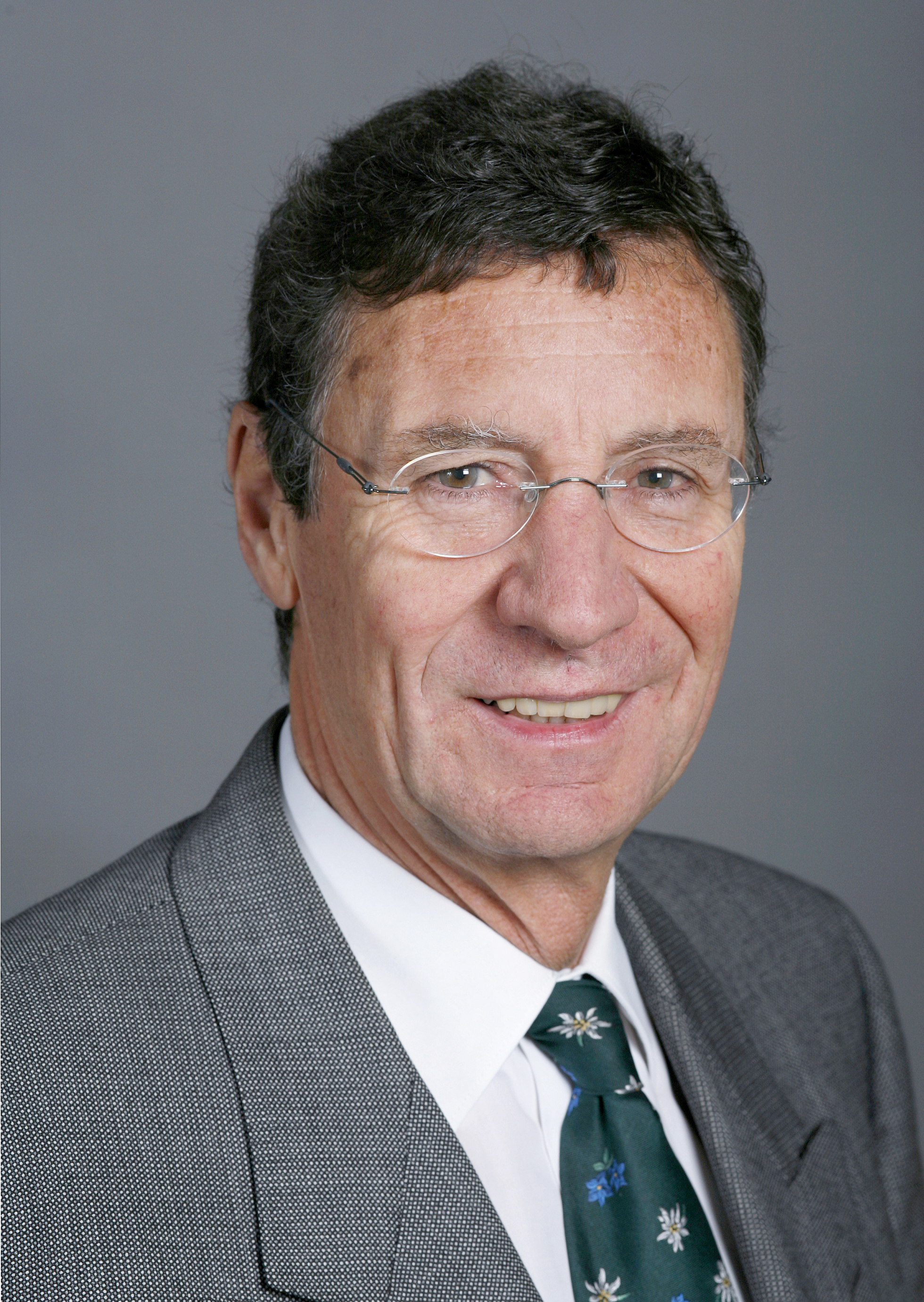
Philipp Stähelin (2007)

Philipp Stähelin (* 2. April 1944 in Frauenfeld; heimatberechtigt in Sommeri) ist ein Schweizer Politiker (CVP). Er war von 1999 bis 2011 Ständerat, von 1989 bis 2000  Thurgauer Regierungsrat, in den Jahren 1993 und 1997 Regierungspräsident. Von 2001 bis 2004 war er Präsident der CVP Schweiz. 

## Leben
Philipp Stähelin studierte Recht an der Uni Freiburg, erhielt 1973 das Anwaltspatent und arbeitet als Rechtsanwalt (Dr. iur.) in einer Anwaltskanzlei in seinem Wohnort Frauenfeld. Stähelin war unter anderem Mitglied der Verwaltungsräte der Axpo AG, der Kernkraftwerk Gösgen-Däniken AG und der Spital Thurgau AG. Er ist verheiratet und Vater von fünf Kindern.
Seine politische Karriere begann er 1975 als Gemeinderat (Legislative) der Stadt Frauenfeld, dem er bis 1976 angehörte. Von 1976 bis 1984 war er Staatsschreiber des Kantons Thurgau 1989 wurde Stähelin zum Regierungsrat gewählt und war in den Jahren 1993 und 1997 Regierungspräsident. Als Regierungsrat stand er dem Finanz-, Forst- und Militärdepartement und dem Departement Finanzen und Soziales vor. Von 1984 bis 1989 war er Präsident des Verwaltungsgerichts Thurgau.
Bei den Wahlen 1999 wurde er zusammen mit Hermann Bürgi in den Ständerat gewählt, und 2000 trat er schliesslich als Regierungsrat zurück. 2003 und 2007 wurde er als Ständerat wiedergewählt. Im Januar 2011 gab Stähelin zusammen mit Bürgi seinen Rücktritt auf Ende 2011 bekannt.
Stähelin war von 2001 bis 2004 Präsident der CVP Schweiz. Er gab sein Amt nach den Bundesratswahlen, bei denen Ruth Metzler nicht mehr wiedergewählt wurde, ab.
Zudem war er von 2001 bis 2013, als Vorgänger von Roland Eberle, Präsident des Verbands Schweizerischer Futtermittelfabrikanten (VSF) und von 2001 bis 2009 Verwaltungsratspräsident der Schweizer Zucker AG.